# Can Pairet i Can Felip
Can Pairet i Can Felip és un conjunt de Palafrugell (Baix Empordà) protegit com a Bé Cultural d'Interès Local.

## Descripció
Es tracta d'un grup de cases del segle xviii -reformat i ampliat al segle XIX- estructurat en forma d'L, que crea una placeta a l'inici del Raval superior en confluència amb el carrer dels Valls. Trobem un sector de planta baixa i pis, amb obertures amb marc de pedra, llindes monolítiques i ampits motllurats. Trobem dues portes datades: una el 1735 i una altra el 1763 (una finestra amb la mateixa data ha estat feta poc abans de 1990). L'altre sector, amb planta baixa i dues o tres plantes pis, presenta unes balconades al primer pis que podrien datar del segle xix. A l'interior es conserven voltes de maó de pla i de pedra als baixos. La construcció és de blocs de pedra desbastats i morter amb alguna cantonada de carreus. En algun sector es conserva l'arrebossat i l'emblanquinat antic.
Aquest conjunt, juntament amb la masia situada enfront, a l'altra cantonada dels mateixos carrers, Can Perxés, es troba l'antiga sortida d'un dels portals de la muralla medieval desapareguda -el portal de l'Ave Maria- i l'inici del vell camí vers Regencós i Begur, al llarg del qual se consolidà el Raval Superior quan es van crear els primers eixamples de la població medieval extramurs. Aquest raval ja era força habitat a mitjan segle xvii.
Els baixos s'han destinat a botiga, mentre la resta manté el seu ús original com a habitatge.